# ミンゴ (潜水艦)
ミンゴ (USS Mingo, SS-261) は、アメリカ海軍の潜水艦。ガトー級潜水艦の一隻。艦名はカリブ海に生息するフエダイ科に属するベニフエダイの通称ミンゴ・スナッパーに因む。

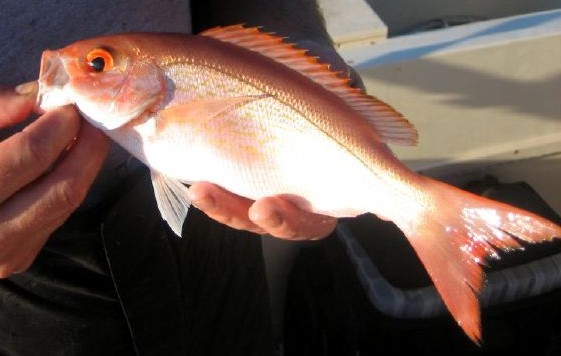
ベニフエダイ（通称Mingo snapper）

## 艦歴
「ミンゴ」は1942年3月21日にコネチカット州グロトンのエレクトリック・ボート社で起工した。1942年11月30日にヘンリー・L・ペンス夫人によって進水し、艦長ラルフ・C・リンチJr.　少佐（アナポリス1929年組）の指揮下1943年2月12日に就役する。ロングアイランド沖で整調後、ミンゴは4月1日にロードアイランド州ニューポートへ向けて出航し、水雷ステーションで3週間の作戦活動に入る。5月16日にニューロンドンを出航しパナマ運河地帯を経由して太平洋に向かい、真珠湾でも訓練に従事した。

### 第1、第2の哨戒 1943年6月 - 1944年2月
6月25日、「ミンゴ」は最初の哨戒でパラオ方面に向かった。7月12日夕刻、北緯01度00分 東経142度59分 / 北緯1.000度 東経142.983度の地点で4隻の輸送船からなる輸送船団を発見。2隻の輸送船に対して魚雷を3本ずつ発射し、6,000トン級輸送船に魚雷が4本命中して撃破したと判断される。パラオ近海に到着後の7月26日には、北緯03度44分 東経134度27分 / 北緯3.733度 東経134.450度の地点で単独航行中のタンカーを発見して魚雷を4本発射するが、これも命中しなかった。8月1日夕刻、ソロール島沖に浮上し、送信塔に対して3インチ砲弾を70発ほどを撃ち込んだ。8月6日午前、北緯13度50分 東経133度15分 / 北緯13.833度 東経133.250度の地点で第31号哨戒艇が護衛するオ003船団を発見し、魚雷を4本発射するも命中せず、第31号哨戒艇の反撃を食って退散した。8月21日、41日間の行動を終えて真珠湾に帰投した。
9月29日、「ミンゴ」は2回目の哨戒でマーシャル諸島、カロリン諸島およびマリアナ諸島方面に向かった。10月8日にエニウェトク環礁を偵察し、環礁内に在泊艦船がいないことを確認。コスラエとポンペイ島を偵察の後、10月16日午後には北緯11度03分 東経151度23分 / 北緯11.050度 東経151.383度の地点で空母と4隻の「新型駆逐艦」を発見し、魚雷を6本発射。直後から爆雷攻撃を受け、その数は21発を数えた。目標の空母については、加賀級空母であろうと推定され、2本が命中したものと判断された。実際の相手は空母「冲鷹」であり、特に被害はなかった。10月20日には北緯07度49分 東経149度11分 / 北緯7.817度 東経149.183度のプンナップ島近海で10,000トン級タンカーと2,000トン級輸送船あるいはタンカーからなる輸送船団を発見し、追跡を行う。しかし、夜に入ったところで護衛艦に二度発砲され、攻撃できなかった。10月25日から11月6日まではサイパン島およびグアム近海で哨戒を行った。11月20日、53日間の行動を終えて真珠湾に帰投。「H.O.R.エンジン搭載艦は1隻残らず、暫時エンジンを換装するように」という合衆国艦隊司令長官兼海軍作戦部長アーネスト・キング大将の命令により、該当艦である「ミンゴ」も換装することとなってメア・アイランド海軍造船所に回航され、GM社製278A16気筒エンジンに換装した。換装後、1944年2月3日に真珠湾に戻ってきた。この間、艦長がジョゼフ・J・スタリー少佐（アナポリス1934年組）に代わった。

### 第3、第4の哨戒 1944年2月 - 7月
2月26日、「ミンゴ」は3回目の哨戒で南シナ海に向かった。3月22日夜、北緯13度05分 東経114度45分 / 北緯13.083度 東経114.750度の地点でレーダーにより5隻の輸送船と4隻の護衛艦からなる9つの目標を探知し、魚雷を6本発射。やがて6つの爆発音が聞こえ、さらに閃光も見えた。しかし、護衛艦が反転してくる気配があったので、戦果確認は行わなかった。ミンゴは南シナ海での哨戒を終えると、ビスマルク諸島海域を経て、5月4日にニューギニアのミルン湾に寄港。5月9日、73日間の行動を終えてブリスベンに帰投した。その後、前進基地のマヌス島に回航され、6月10日に到着後は訓練に従事した。
6月19日、「ミンゴ」は4回目の哨戒でセレベス海および南シナ海に向かった。7月7日未明、北緯14度19分 東経117度57分 / 北緯14.317度 東経117.950度のルソン島沖マニラ湾口西方で、シンガポールからマニラに向かっていた特設運送艦「旭東丸」（飯野海運、10,051トン）と、護衛の軽巡洋艦「北上」、駆逐艦「玉波」および「藤波」を発見した。船団の方でも「ミンゴ」の存在を察知し、「玉波」をその制圧に差し向けた。「ミンゴ」は「玉波」に対して魚雷を4本発射したが命中しなかったためさらに4本発射し、今度は3本が命中して轟沈させた。この哨戒は敵艦船との遭遇が旭東丸船団を含めて三度しかなかった。7月30日、ミンゴは46日間の行動を終えてフリーマントルに帰投。艦長がジョン・R・マディソン少佐（アナポリス1937年組）に代わった。

### 第5、第6の哨戒 1944年8月 - 12月
8月27日、「ミンゴ」は5回目の哨戒でセレベス海に向かった。この哨戒では、フィリピンやボルネオ島を爆撃する第13空軍のB-24に対する援護を主な任務としていた。9月13日未明、北緯05度36分 東経123度51分 / 北緯5.600度 東経123.850度の地点で2隻の掃海艇を発見し、掃海艇も「ミンゴ」を発見して向かってくる。「ミンゴ」は掃海艇をひきつけて魚雷を3本発射したが、脅かしただけに終わった。9月30日には南緯01度20分 東経117度33分 / 南緯1.333度 東経117.550度の地点で病院船「氷川丸」（日本郵船、11,622トン）を目撃。10月2日午後、「ミンゴ」は南緯00度59分 東経117度22分 / 南緯0.983度 東経117.367度の地点で350トン級と250トン級のトロール船各1隻、2隻の150トン級トロール船を発見し、砲撃により全て撃沈した。また、「ミンゴ」はこの哨戒を通じて16名のB-24の搭乗員を救助したが、うち10名はバリクパパン沖のマカッサル海峡で、残る6名はセレベス島の海岸部で、いずれもゴムボートを使って救助した。10月13日、46日間の行動を終えてフリーマントルに帰投した。
11月6日、「ミンゴ」は6回目の哨戒で南シナ海に向かった。11月19日、北緯03度13分 東経108度14分 / 北緯3.217度 東経108.233度の地点で1隻の大型タンカーと2隻の護衛艦を発見。追跡を行い、夜に入って船団に接近すると、タンカーと護衛艦も備砲と機銃で撃ち返してきた。「ミンゴ」は20ミリ機銃に乗組員を配して護衛艦に備えさせ、護衛艦の追撃を振り切ることに成功した。11月25日未明、「ミンゴ」はシマ05船団を発見して追跡の上、北緯05度42分 東経113度15分 / 北緯5.700度 東経113.250度のボルネオ島ミリ沖にいたったところで魚雷を発射し、陸軍輸送船「まにら丸」（大阪商船、9,486トン）の右舷に3本が命中し、「まにら丸」は搭載していた可燃物が炎上して沈没していった。海防艦「倉橋」が爆雷攻撃を実施したが、結局「ミンゴ」を取り逃がした。「ミンゴ」も反撃で魚雷を4本発射したが、命中しなかった。12月17日には北緯11度40分 東経109度20分 / 北緯11.667度 東経109.333度の地点で、カムラン湾からサンジャックに移動しつつあった第五艦隊（志摩清英中将）を発見し、艦隊をやり過ごしてから浮上して艦隊発見を通報した。通報後、B-25 5機がカムラン湾を爆撃したが、第五艦隊は攻撃を受けなかった。12月29日、52日間の行動を終えてフリーマントルに帰投した。

### 第7の哨戒 1945年2月 - 4月
1945年2月6日、「ミンゴ」は7回目の哨戒で南シナ海に向かった。しかし、2月10日に猛烈な台風に翻弄され、艦体にダメージを負った上、乗組員2名が波にさらわれ、捜索の甲斐なく行方不明となってしまった。修理のため一度フリーマントルに引き返し、修理と乗組員の補充を行い、2月19日に再度出撃した。南シナ海とタイランド湾を哨戒した後、4月10日にサイパン島タナパグ港に寄港。燃料補給の後4月11日に出港して真珠湾に針路を向けたが、4月14日から南鳥島方面に向かった。4月14日の午後にはフランクリン・ルーズベルト大統領の訃報に接し、5分間祈りを捧げた。4月17日まで南鳥島沖で哨戒と偵察の後、再び真珠湾に向かった。4月25日、76日間の行動を終えて真珠湾に帰投。メア・アイランド海軍造船所に向かい、オーバーホールに入った。その後、8月9日にオーバーホールが終わって、真珠湾に向かっている途中に終戦を迎えた。

### 戦後・「くろしお」として
「ミンゴ」は真珠湾で短期間滞在した後、西海岸に戻っていった。その後、1947年1月1日にメア・アイランド海軍造船所で退役し、太平洋予備役艦隊入りする。1955年5月20日に再就役し、「ミンゴ」は相互防衛援助プログラムに基づき海上自衛隊に貸与され、「くろしお」 (SS-501) と改名された。「くろしお」は1966年3月31日まで現役として活動し、1970年8月15日に除籍されアメリカに返還された。アメリカに返還後もしばらく呉に係留されたままであったが、佐世保市のスクラップ業者に売却され1972年2月、佐世保市白岳町に運ばれ同地で解体された。
「ミンゴ」は第二次世界大戦の戦功で5個の従軍星章を受章した。7度の哨戒のうちの5回が成功として記録された。